# Olszanka (Petite-Pologne)
Pour les articles homonymes, voir Olszanka.
Olszanka est une localité polonaise de la gmina de Podegrodzie, située dans le powiat de Nowy Sącz en voïvodie de Petite-Pologne.